# Mezquita Muhammad (Bakú)
La Mezquita Muhammad o la Mezquita Sınıqqala es la mezquita construido en el siglo XI en Ciudad Vieja, Bakú. La mezquita también se conoce como Sınıqqala (“torre dañada”) por su minarete. La mezquita adquirió su segundo nombre en el año 1723, cuando el escuadrón militar del Ejército Ruso, consistiendo de 15 buques de guerra, dirigido por Almirante Matyushkin y reclamó su rendición durante la Guerra ruso-persa (1722-1723). Los buques de guerra empezaron a bombardear la ciudad. Uno de los proyectiles golpeó el minarete de la Mezquita Muhammad.
Hasta mediados del siglo XIX, el minarete de la mezquita no fue reconstruida.
Es el primer edificio en Azerbaiyán, el cual está relacionado con Islam.

## Arquitectura
Según la inscripción en árabe escrita en la pared norte del edificio, la mezquita fue construida por el arquitecto Muhammad Abu Bakr en el año 471 del calendario islámico (1078/79 en el calendario gregoriano).
El minarete, construido cuidadosamente con piedras talladas, es gruesa en su base y adelgazado hacia la cima de la cúpula. Debajo de un pequeño balcón de piedra tallado para el almuédano, está grabada una inscripción del Corán en árabe.

## Galería

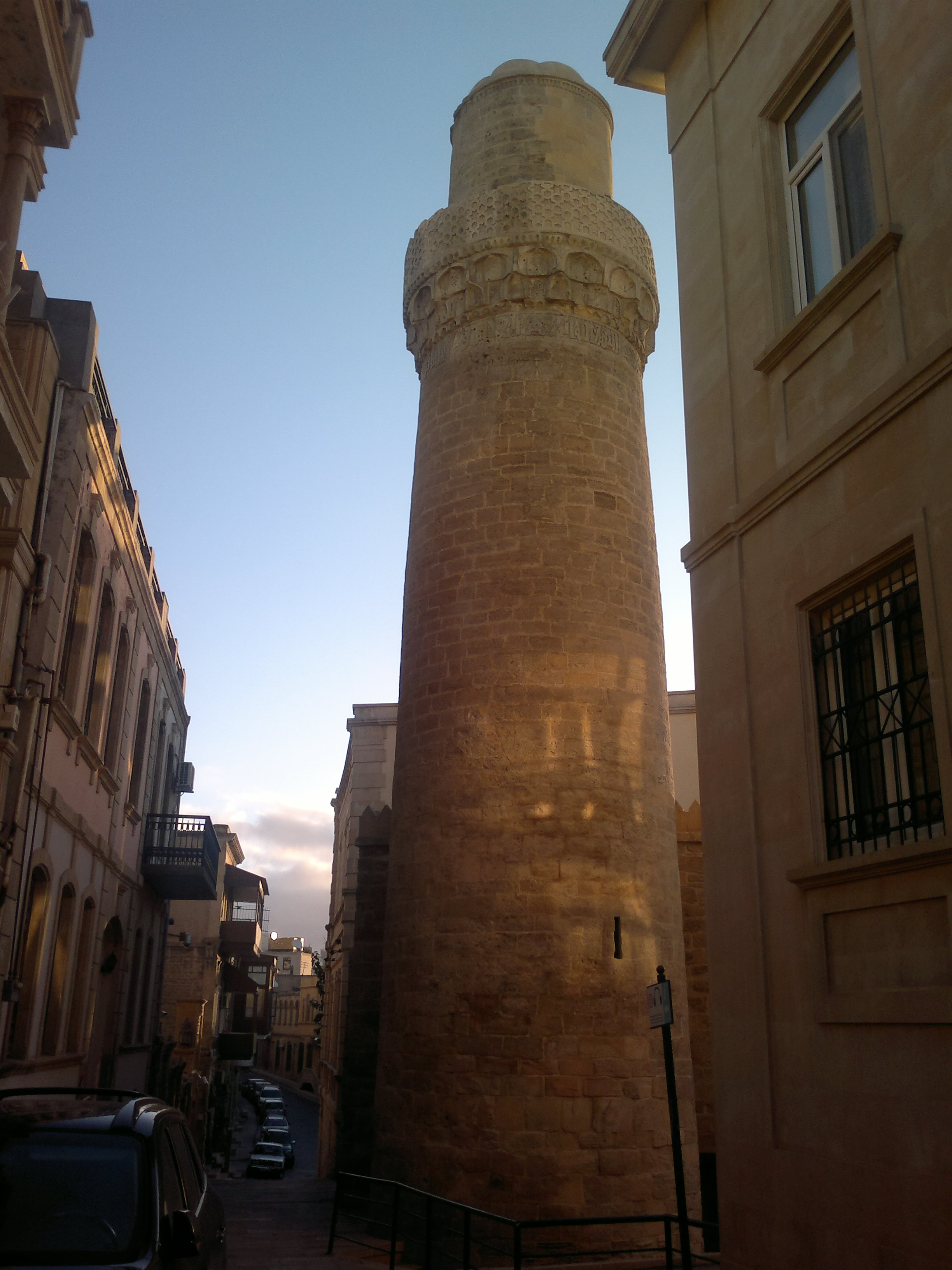
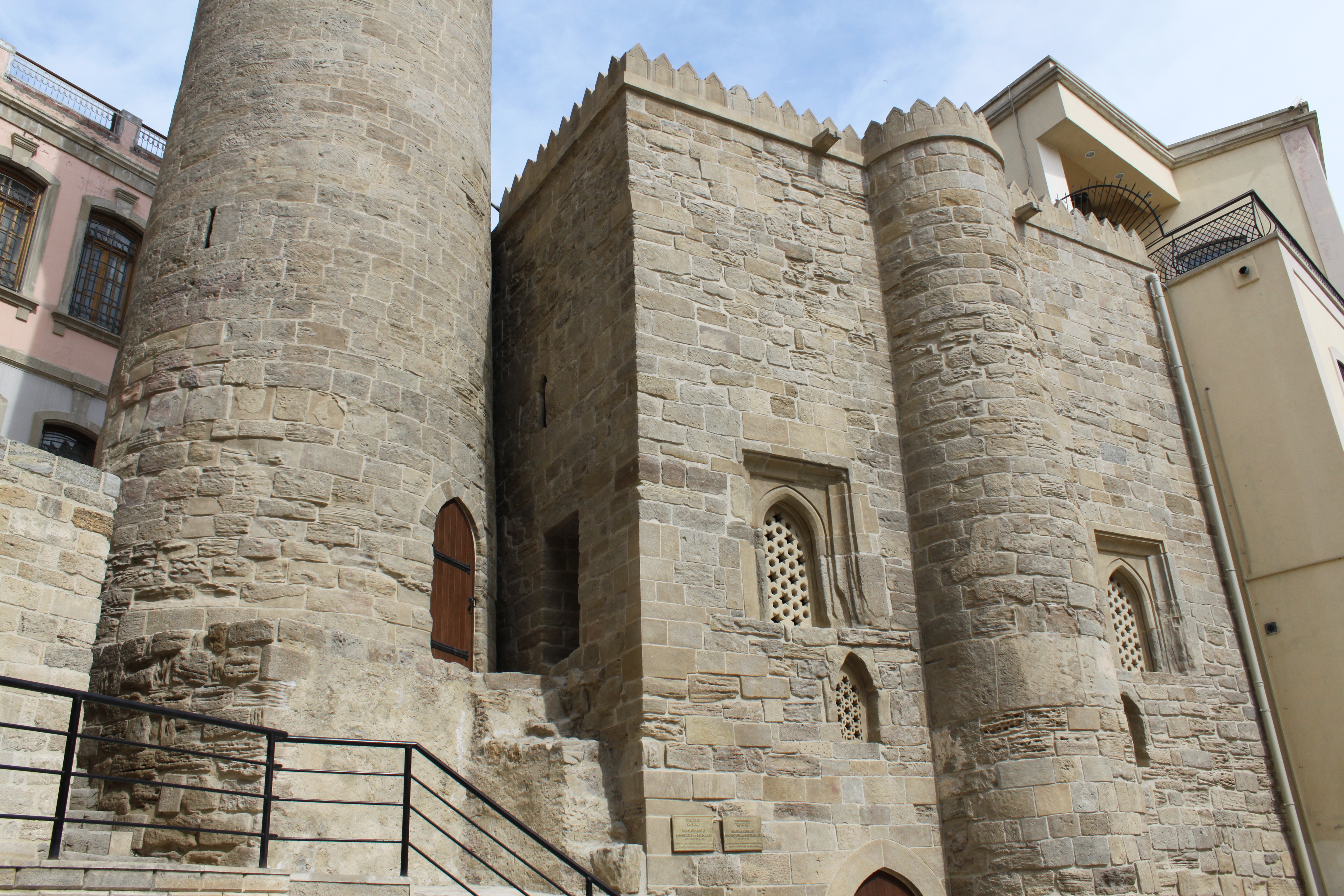
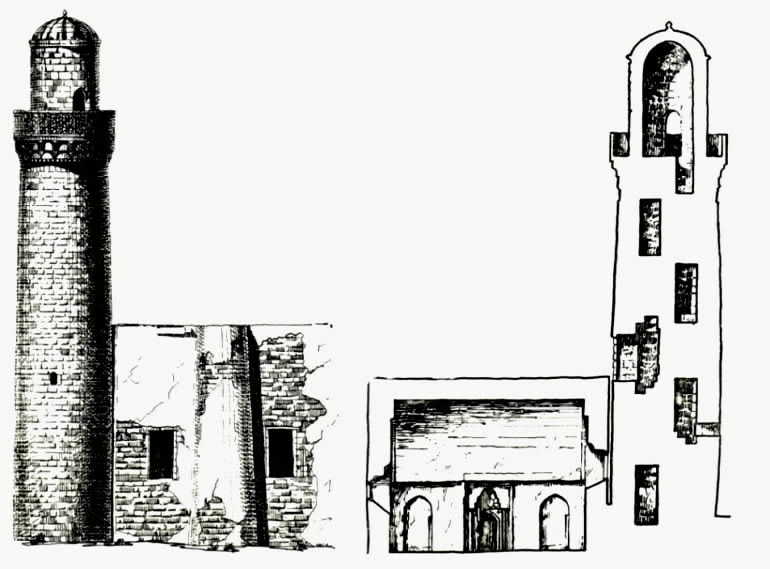
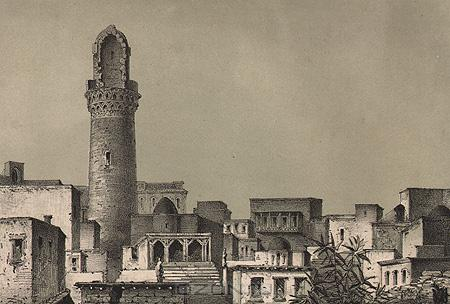
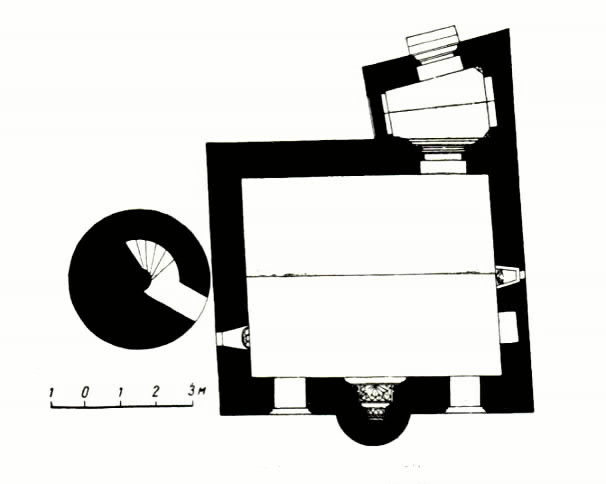
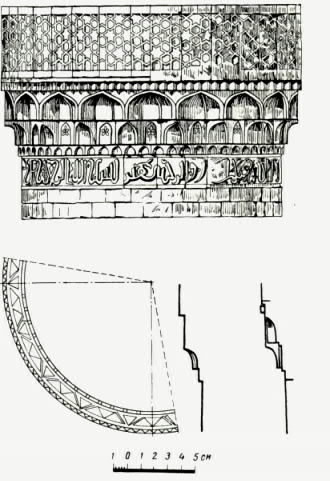
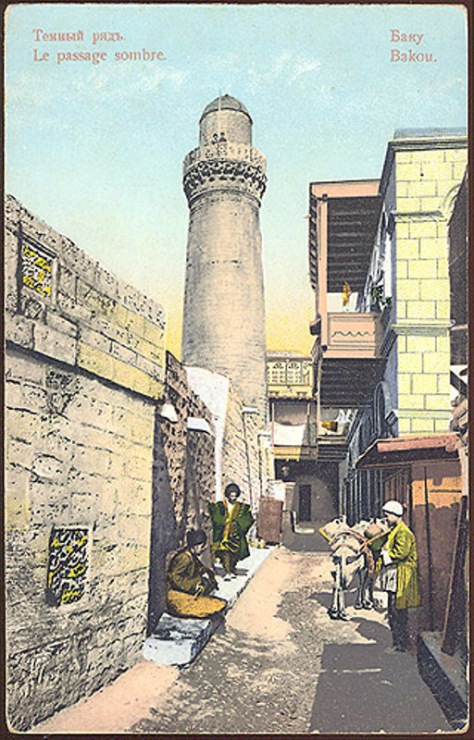